# Pellworm
Pellworm  (Pelvorm en danois, Polweeerm en frison septentrional) est une île allemande de la Mer du Nord d'environ 37 km2. Elle est également une commune de l'arrondissement de Frise-du-Nord (Kreis Nordfriesland) et siège de l'administration municipale des Îles Halligen (communes de Gröde, Hooge et Langeneß).
L'île de Pellworm patauge dans le "Watt", une sorte de prairie humide, grouillante de vie végétale et animale, qui relie les Halligen entre eux par marée basse.

## Géographie

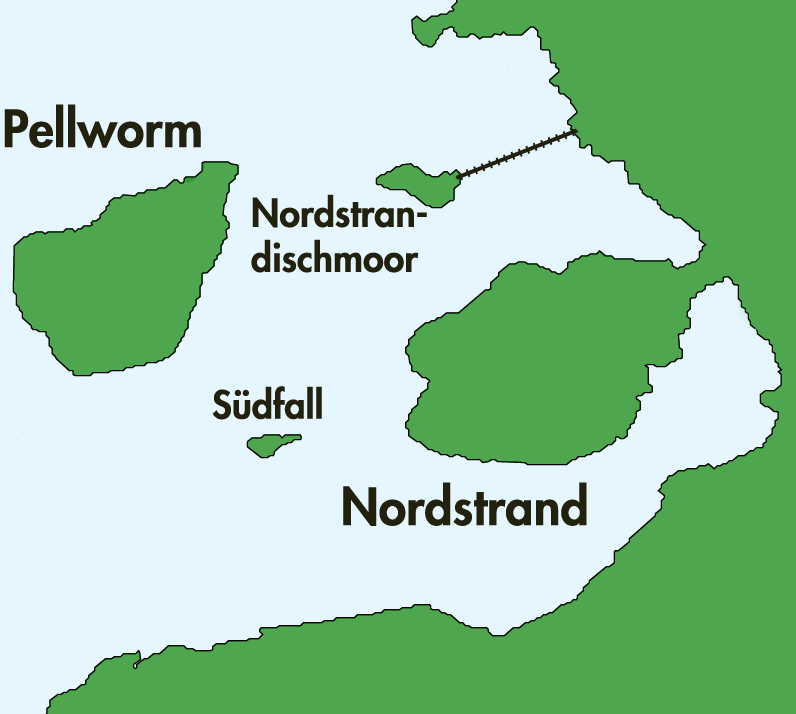
Les îles issues de l'ancienne île de Strand

Pellworm est la troisième plus grande île de Frise-du-Nord. Elle est large de 7 km (dans le sens est-ouest) et longue de 6 km (dans le sens nord-sud).
Elle est constituée de la partie occidentale de l'ancienne île Strand, qui fut partiellement détruite lors de la grande onde de tempête de 1634. Pellworm, Nordstrand et quelques-unes des Halligen sont des résidus de cette ancienne île.
Pellworm a une altitude moyenne d'environ 1 mètre sous le niveau de la mer. Elle est de ce fait menacée par la montée du niveau des mers liée au réchauffement climatique. L'île est protégée par une digue haute de 8 mètres et longue de 25 km et le grand phare de Pellworm construit en 1907, est toujours en activité.

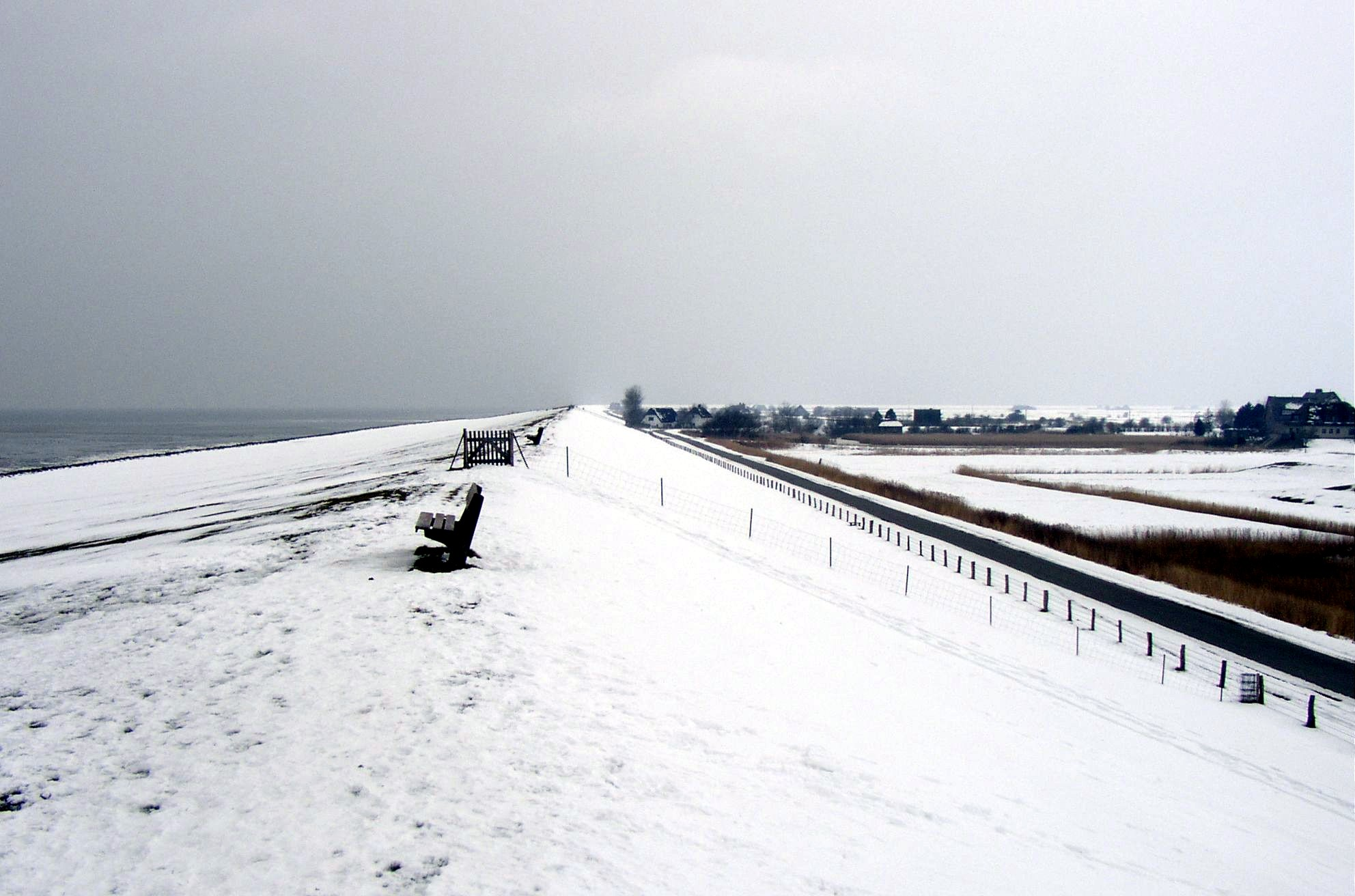
Vue de la digue de Pellworm